# 점촌시·문경군
점촌시·문경군은 대한민국의 옛 국회의원 선거구이다. 당시 경상북도 점촌시, 문경군 지역을 관할했다.

## 역사
제13대 국회의원 선거를 앞두고 문경군·예천군 선거구에서 분리되면서 신설되었다.
1995년 1월, 점촌시와 문경군이 통합되면서 통합 문경시가 출범되었다. 또한 제15대 국회의원 선거를 앞두고 선거구 개편이 이루어짐에 따라 예천군 선거구와 통합되면서 문경시·예천군 선거구를 이루게 됨에 따라 폐지되었다.

## 역대 국회의원
| 선거   | 정당 | 정당       | 의원   |
| ------ | ---- | ---------- | ------ |
| 1988년 |      | 통일민주당 | 신영국 |
| 1992년 |      | 무소속     | 이승무 |

## 역대 선거 결과

### 대한민국 제13대 국회의원 선거
|  | 43.29% |

|  | 42.21% |

|  | 14.49% |

### 대한민국 제14대 국회의원 선거
|  | 50.75% |

|  | 25.39% |

|  | 20.93% |

|  | 2.91% |